# InterLAZ-13,5LE
ІнтерЛАЗ 13.5 ЛЕ або ЛАЗ A191F0 — 13-метровий приміський автобус, що виробляється невеликими партіями на Львівському автобусному заводі з 2006 року. Має подібний до себе за будовою Мінський аналог — МАЗ 107.

## Опис

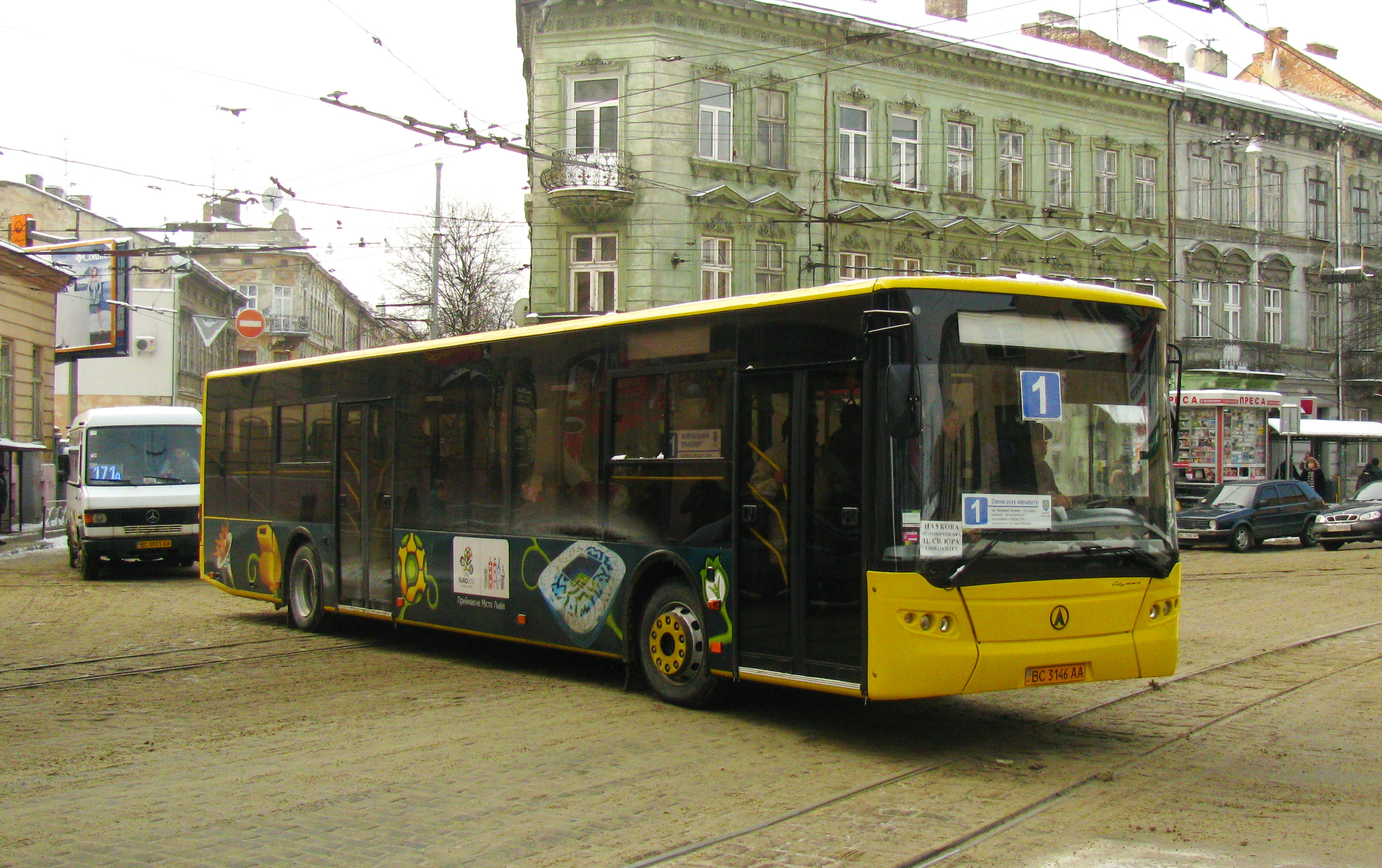
ЛАЗ-А191 на вулиці Бандери у Львові (2011)

Загальний вид ІнтерЛАЗа 13-го більше подобає на ЛАЗ А183: довжина автобуса перевищує 13 метрів і кузов вагонного компонування. Цей автобус ще вважається «габаритним» транспортним засобом, щоправда через його довжину кількість габаритних вогнів була збільшена з 32 до 36. Формула дверей 2—2, у автобуса, двері шарнірно-поворотного типу з пневматичним приводом. Розміри автобуса — довжина 13.18 метра, ширина 2.56 метра і висота 3.06 метра.

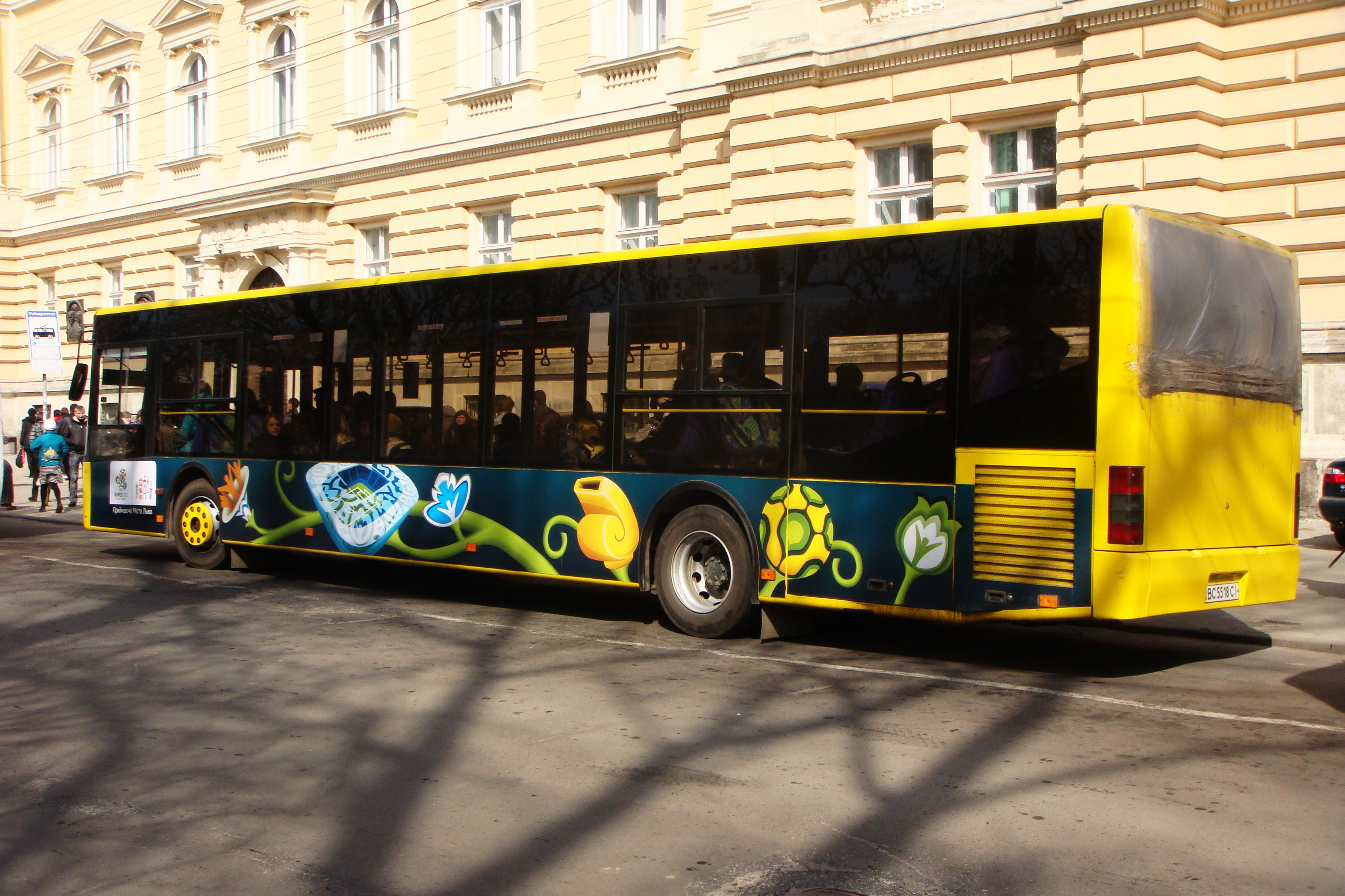

Салон змінився, враховючи приміське призначення автобуса — кількість сидячих місць набагато збільшилася порівняно з міськими моделями — до 54—60 крісел. Загальна пасажироміскість машини становить 110 чоловік. У салоні діє рідинний обігрівач потужністю 30 кВт а також потужні плафонові лампи уздовж усього салону для підсвітки під час рейсів у темну пору доби. Сидіння здебільшого такі ж самі, як і у міських моделях — жорсткі, подвійні та з антивандальним покриттям.
Потужність двигуна автобуса становить 206 кВт, тому при повному завантаженні автобус розганяється до 65 км/год. Працює на дизельному паливі, розтрати палива на 100 кілометрів при швидкості 60 км/год дорівнюють 24 літрам. Місце водія майже незмінне — важелі включення фар, склоочистки об'єднані у один «мультиджойстик». Лобове скло дугової форми, панорамне.
Всього виготовили 49 автобусів ЛАЗ A191F0.

## Модифікації
- ЛАЗ A191D0 – 13 метровий автобус з двигуном Deutz BF6M1013FC (1-й кузов, перероблено на Yuchai).
- ЛАЗ A191F0 – 13 метровий автобус з двигуном Yuchai YC6A260-20.